# Neo-ottomanesimo

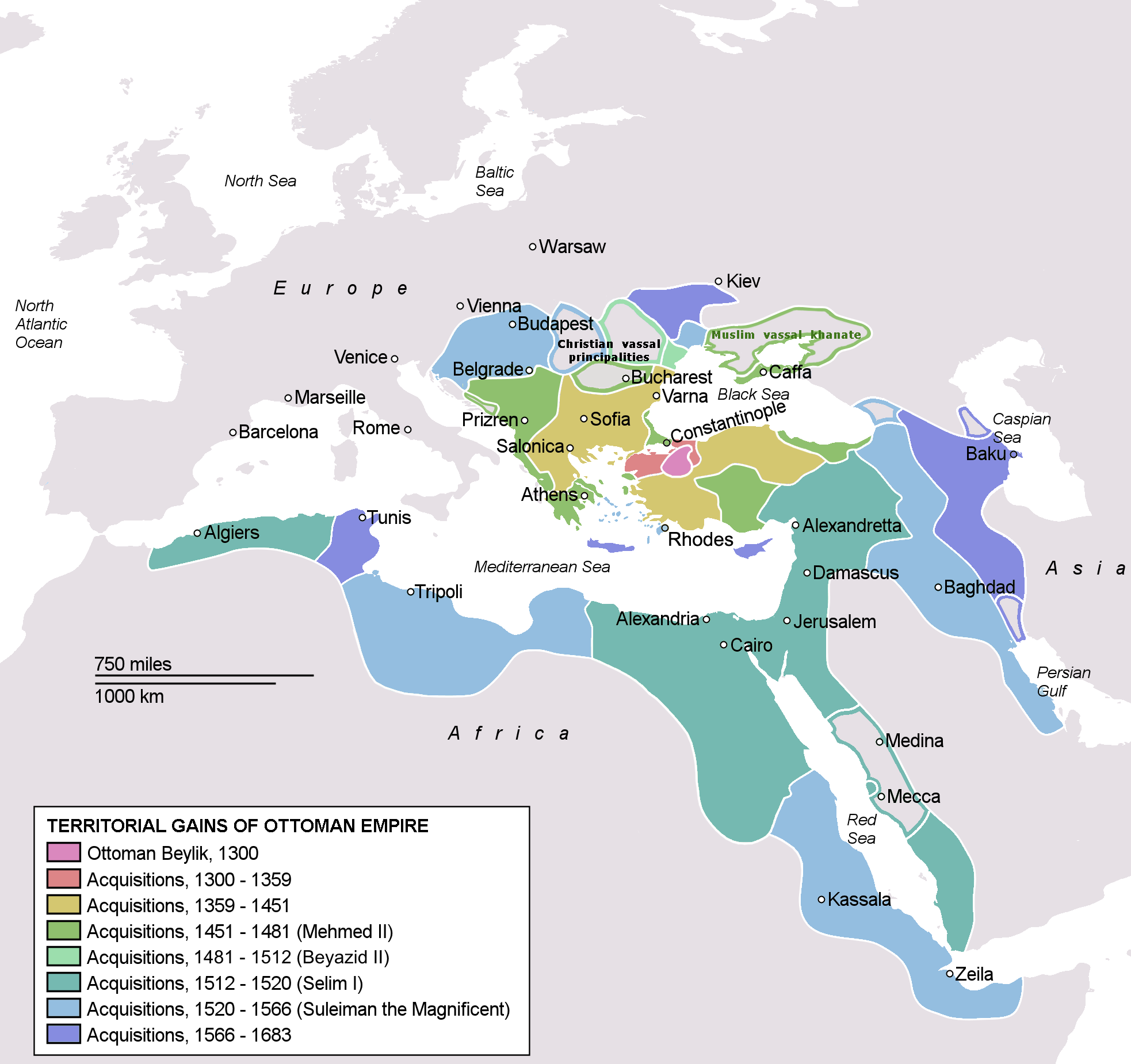
La massima estensione dell'Impero ottomano nel 1683

Il neo-ottomanesimo (in turco Yeni Osmanlıcılık) è un'ideologia politica turca che, nella sua accezione più ampia, favorisce un maggiore impegno politico da parte della Repubblica di Turchia con le aree precedentemente sotto il controllo dell'Impero ottomano.
L'ideologia è emersa alla fine della Guerra Fredda con la dissoluzione dell'Unione Sovietica sotto la forma di due filoni distinti: il primo, nei primi anni '90, è stato sviluppato dal giornalista turco e consigliere di politica estera del Presidente Turgut Özal, Cengiz Candar; il secondo è associato ad Ahmet Davutoğlu e ai suoi obiettivi di politica estera per rendere la Turchia una potenza stabile e influente nei Balcani, in Caucasia e in Medio Oriente.
Il termine è stato associato alla politica estera irredentista, interventista ed espansionista di Recep Tayyip Erdoğan nel Mediterraneo orientale e nei vicini Cipro, Grecia, Iraq, Siria, nonché in Libia e nel Nagorno Karabakh.

## Storia
Tale termine è stato teorizzato dai greci dopo l'intervento militare turco a Cipro nel 1974.
Il neo-ottomanesimo rappresenta un cambiamento radicale rispetto alla politica estera tradizionale turca di ideologia kemalista. Il cambiamento di politica del governo di Turgut Özal può essere considerato il primo passo verso il neo-ottomanesimo, anche alla luce dell'apertura ai paesi caucasici dopo il crollo dell'Unione sovietica.
Il termine è stato utilizzato per descrivere la politica estera della Turchia sotto il governo del Partito per la Giustizia e lo Sviluppo, che salì al potere nel 2002 guidato dal primo ministro Recep Tayyip Erdoğan.